# Иглика (Ямболская область)
Иглика (болг. Иглика) — село в Болгарии. Находится в Ямболской области, входит в общину Болярово. Население составляет 16 человек.

## Политическая ситуация
Кмет (мэр) общины Болярово — Христо Димитров Христов (Болгарская социалистическая партия (БСП)) по результатам выборов.